# (29686) Raymondmaung
(29686) Raymondmaung est un astéroïde de la ceinture principale d'astéroïdes.

## Description
(29686) Raymondmaung est un astéroïde de la ceinture principale d'astéroïdes. Il fut découvert le 14 décembre 1998 à Socorro (Nouveau-Mexique) par le projet LINEAR. Il présente une orbite caractérisée par un demi-grand axe de 2,36 UA, une excentricité de 0,07 et une inclinaison de 6,5° par rapport à l'écliptique.

## Compléments